# Солонино (деревня)
Солонино — деревня в Ростовском районе Ярославской области. Входит в состав сельского поселения Ишня.

## География
Находится в юго-восточной части Ярославской области на расстоянии приблизительно 14 км на север по прямой от районного центра города Ростов.

## История
Деревня была отмечена еще на карте 1798 года. В 1859 году здесь (деревня Ростовского уезда Ярославской губернии) было учтено 29 дворов, в 1898 — 28, в 1941 — 22.

## Население
Численность населения: 178 человек (1859 год), 6 (русские 100 %) в 2002 году, 2 в 2010.